# Suddivisioni della Sicilia
Secondo lo statuto speciale della Regione Siciliana e ai sensi della legge regionale 8/2014, la Sicilia è suddivisa in liberi consorzi comunali, città metropolitane (entrambi enti territoriali di secondo livello, già province regionali) e comuni.

## Enti di secondo livello

### Liberi consorzi comunali
I liberi consorzi comunali della Sicilia sono 6 (Agrigento, Caltanissetta, Enna, Ragusa, Siracusa e Trapani) i cui territori corrispondono alle rispettive ex-province.

### Città metropolitane
Le città metropolitane della Sicilia sono 3 (Palermo, Catania e Messina) i cui territori corrispondono alle rispettive ex-province.

## Comuni
I comuni siciliani sono 391, di cui 248 afferenti alle città metropolitane e i rimanenti 143 ai liberi consorzi.